# العقيدة الواسطية
العقيدة الواسطية هي رسالة من تأليف الشيخ ابن تيمية، ألفها سنة 698 هـ، ذكر فيها جمهور مسائل أصول الدين والمعتقدات، ومنهج أهل السنة والجماعة.
وسبب تأليف هذه العقيدة أنه قدم لابن تيمية من أرض واسط شيخ يقال له: رضيُّ الدين الواسطي من أصحاب الشافعي وكانا حاجًّا، وشكا ما الناس فيه بتلك البلاد، وفي دولة التتر من غلبَة الجهل والظلم، فكتب له هذه العقيدة، وقال عنها: «أنا تحرّيت في هذهِ العقيدة اتّباع الكتاب والسنة»، وقال أيضاً: «وكل لفظٍ ذكرته فأنا أذكر به آية، أو حديثاً، أو إجماعا سلفياً».

## مباحث الكتاب
- أصل أهل السنة والجماعة في الأسماء والصفات.
- أصل أهل السنة والجماعة في الإيمان.
- أصل أهل السنة في الأسماء والأحكام وباب وعيد الله.
- أصل أهل السنة والجماعة في القدر.
- أصل أهل السنة والجماعة في اليوم الآخر وما فيه وما يقع فيه كالحساب والشفاعة والميزان والجنة والنار.
- وأصلهم في الكرامات.
- أصل أهل السنة والجماعة في موقفهم من الولاة والحكام.
- أصل أهل السنة والجماعة في الصحابة وموقفهم من ذلك.
- أصل أهل السنة والجماعة في مصادر التلقي.
- أصل أهل السنة والجماعة في الأخلاق والسلوك والأمر بالمعروف والنهى عن المنكر.
- أصل أهل السنة في الجهاد وإقامة الشعائر الظاهرة.
- وختم الرسالة بذكر طبقات وأنواع أهل السنة والجماعة .

تطرق لشرحها مجموعة من العلماء منهم محمد بن صالح العثيمين.

## كُتب كتبت على الكتاب
- نظم العقيدة الواسطية: تأليف ابن عدوان الرزيني